# Rocketman (film)
Rocketman – biograficzny film muzyczny z 2019 w reżyserii Dextera Fletchera, oparty na życiu brytyjskiego muzyka Eltona Johna. W rolach głównych występują: Taron Egerton jako Elton John, Jamie Bell jako Bernie Taupin, Richard Madden jako John Reid i Bryce Dallas Howard jako Sheila Eileen.
Tytuł filmu nawiązuje do piosenki Johna „Rocket Man” z 1972.
Film przedstawia historię Eltona Johna od dzieciństwa i studia muzyczne po długoletnią współpracę z Berniem Taupinem, jak też jego walkę z uzależnieniami od alkoholu i narkotyków oraz próbę powrotu na szczyt sławy.

## Obsada
- Taron Egerton jako Elton John
- Jamie Bell jako Bernie Taupin
- Richard Madden jako John Reid
- Gemma Jones jako Ivy, babka Eltona
- Bryce Dallas Howard jako Sheila Dwight
- Stephen Graham jako Dick James
- Steven Mackintosh jako Stanley Dwight
- Tate Donovan jako Doug Weston
- Charlie Rowe jako Ray Williams
- Tom Bennett jako Fred, chłopak Sheily